# Jean-Baptiste Renard de Saint-Malo
Jean-Baptiste Renard de Saint-Malo (Cotlliure, 16 de juliol de 1780 - Perpinyà, 11 de febrer de 1854) va ser un polític i historiador nord-català. Fill de Philippe Renard de Saint-Malo i de Josèphe de Campredon, estudià a l'Escola Central de Perpinyà. Va donar suport Lluís XVIII de França contra Napoleó Bonaparte, i quan es va produir la restauració el 1815 fou nomenat sotsprecte de Ceret. Va ocupar el càrrec fins a la caiguda de Carles X de França en 1830.
Retirat de la política, del 1830 a 1838 es va dedicar a la història de la Catalunya del Nord i va publicar nombrosos articles al fulletó Publicateur des Pyrénées-Orientales amb articles i opuscles sobre els bisbes d'Elna i Perpinyà i les viles de Tuïr, el Voló, Ceret, Argelers i Prats de Molló. També col·laborà a  Recherches sur la topographie en Roussillon au moyen-âge. Quan desaparegué el Publicateur ... es va apartar de la vida pública, tot i que el 1845 col·laboraria a la Société Agricole, Scientifique et Littéraire des Pyrénées Orientales amb Pere Puiggarí.

## Font
Capeille, Jean. Dictionnaire de biographies roussillonnaises, 1914.